# Nalodzie
Nalodzie (naledź) – pokrywa lodowa na powierzchni terenu powstająca przez zamarzanie wypływających wód gruntowych albo wylanych na dany teren wód rzecznych. Ponadto nalodzie może się tworzyć w efekcie zamarznięcia nawodnionej pokrywy śnieżnej. W obszarach polarnych nalodzia mogą mieć wielkość tysięcy metrów kwadratowych.